# Anca Pop
Anca Pop (Újmoldova, 1984. október 22. – Szinice, 2018. december 16.) román énekesnő, dalszerző.

## Életútja
1984. október 22-én Újmoldován született. Hároméves volt, mikor szüleivel Jugoszláviába menekült a Ceaușescu-rezsim elől. Hét hónapig egy Belgrád melletti táborban éltek, míg megkapták a menedékjogot Kanadából és az ontariói Kitchenerben telepedtek le. Hétéves korában kezdte el zenei tanulmányait. 2004-ben visszatért Romániába. 2008-ban Goran Bregović jugoszláv zenésszel kezdett el dolgozni.
2018. december 18-án a szüleihez tartott Szinicébe, mikor elvesztette uralmát autója felett és Szinice közelében a Dunába zuhant a kocsival és a baleset következtében elhunyt. December 20-án helyezték örök nyugalomra Szinicében a Duna-part közelében.

## Diszkográfia
Stúdióalbum
- Anca Pop (2017)

Kislemezek
- Free Love (2015)
- Super Cool (2016)
- Ring Around (2017)
- Loco Poco (2017)
- Ederlezi (2017)